# Cal Manyé de l'Argilaga
Cal Manyé de l'Argilaga és una obra de la Secuita (Tarragonès) inclosa a l'Inventari del Patrimoni Arquitectònic de Catalunya.

## Descripció
Casa que fa l'angle de la plaça de l'església i el carrer Nou. La cantonada és arrodonida i s'hi obre una porta. El sector dret, el que dona a la plaça, es trobava inacabat l'any 1982, sense arrebossar i amb obertures tapiades. El gener de 1989 fou restaurada i la façana es va pintar de color rosa pastell.
La façana està dividida en quatre registres horitzontals, més el terrat, separats per petites cornises. El primer té un alt sòcol, trencat per la porta de la cantonada i una altra existent a la façana de la plaça de l'església. Al segon, hi ha finestres quadrades a la planta baixa i finestres dobles, dividides amb columnes amb capitells amb petites baranes al pis. Al tercer registre hi veiem balcons amb barana de ferro forjat sobre mènsules, una motllura emmarca la part superior de les obertures; a la façana de l'església els balcons són inexistents. Al quart registre hi ha les golfes, amb petites obertures quadrangulars. L'edifici és coronat per una barana d'obra, que actua com un gran fris al llarg de la façana.